# Durodamus
Durodamus és un gènere d'aranyes araneomorfes de la família dels nicodàmids (Nicodamidae). Fou descrit per primera vegada l'any 1995 per Mark Harvey. Segons el World Spider Catalog amb data de desembre de 2018, només té una espècie, Durodamus yeni, que és endèmica d'Austràlia. S'ha trobat a Queensland, Victòria i el sud d'Austràlia.